# INTERCAL
Compiler Language With No Pronounceable Acronym, forkortet INTERCAL, er et esoterisk programmeringssprog, der er skabt som en parodi i 1972 af to studerende ved Princeton University, Don Woods og James M. Lyon. Programmeringssproget parodierer forskellige af datidens programmeringssprog med målet at have en kryptisk og overflødig syntaks.

## Hello, world!
Dette er en udgave af 'Hello world'-programmet, implementeret i INTERCAL:
```
DO ,1 <- #13
PLEASE DO ,1 SUB #1 <- #234
DO ,1 SUB #2 <- #112
DO ,1 SUB #3 <- #112
DO ,1 SUB #4 <- #0
DO ,1 SUB #5 <- #64
DO ,1 SUB #6 <- #194
DO ,1 SUB #7 <- #48
PLEASE DO ,1 SUB #8 <- #22
DO ,1 SUB #9 <- #248
DO ,1 SUB #10 <- #168
DO ,1 SUB #11 <- #24
DO ,1 SUB #12 <- #16
DO ,1 SUB #13 <- #214
PLEASE READ OUT ,1
PLEASE GIVE UP
```

Som sammenligning ville dette program se således ud i Ruby:
```
puts
 
'Hello, world!'

```